# Arvid Wallman

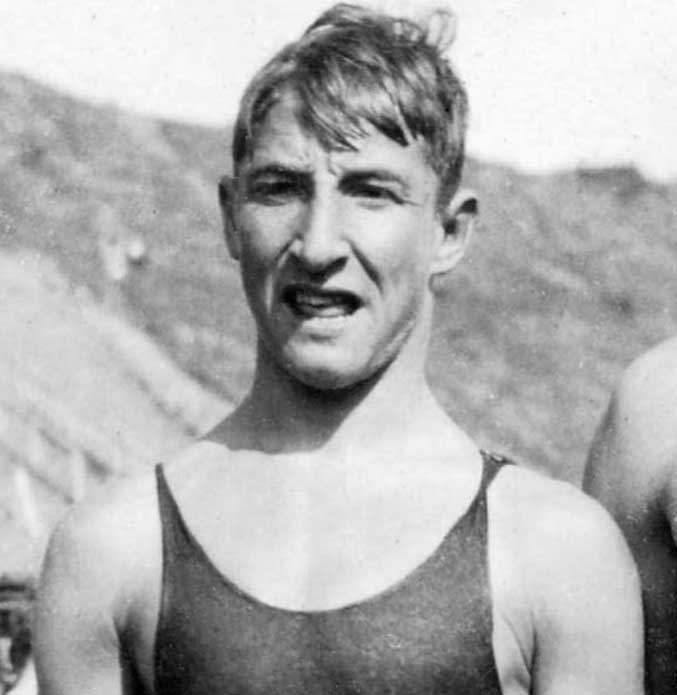
Arvid Wallmann

Arvid Håkan Herbert Carlsson Wallman (* 3. Februar 1901 in Göteborg; † 25. Oktober 1982 ebenda) war ein schwedischer Wasserspringer. Im Jahr 1920 wurde er Olympiasieger im einfachen Turmspringen.
Wallman startete für den Verein Simklubben S02 Göteborg. Er nahm im Jahr 1920 mit 19 Jahren in Antwerpen erstmals an den Olympischen Spielen teil. Dort trat er im sogenannten einfachen Turmspringen an, bei dem insgesamt vier weniger akrobatische Sprünge aus 5 m und 10 m Höhe gezeigt werden mussten. Er gewann vor seinen Landsleuten Nils Skoglund und John Jansson überlegen die Goldmedaille. Bei den Olympischen Spielen 1924 in Paris nahm er erneut im einfachen Turmspringen teil, belegte im Finale aber nur Rang acht.